# Vegetarian bee hoon
Vegetarian bee hoon là một món mì của Singapore. Nó là sự kết hợp giữa bún, chả giò, đậu phụ chiên và thịt giả được làm từ gluten. Thông thường, bee hoon được chiên trước và cho vào một thùng lớn, khi có đơn đặt hàng, các nguyên liệu đã nấu chín khác sẽ được thêm vào bee hoon.